# Cynoglossus trulla
Cynoglossus trulla är en fiskart som först beskrevs av Cantor, 1849.  Cynoglossus trulla ingår i släktet Cynoglossus och familjen Cynoglossidae. Inga underarter finns listade i Catalogue of Life.